# Darr
Darr es una película de suspenso psicológico romántico indio de 1993 dirigida y producida por Yash Chopra a través del estudio Yash Raj Films. La película está protagonizada por Sunny Deol, Juhi Chawla y Shahrukh Khan, mientras que Anupam Kher, Tanvi Azmi y Dalip Tahil aparecen en papeles secundarios.
La película fue bien recibida por la crítica y el público, y fue declarada «Blockbuster» en la taquilla nacional y extranjera. Ha alcanzado el estatus clásico a lo largo de los años y es considerado como uno de los mejores de Chopra. Darr fue readaptado más tarde en canarés como Preethse y en tamil como Chinna. Darr ha ganado varios reconocimientos, incluido el National Film Award a la mejor película de entretenimiento. La película recibió ocho nominaciones en los 39° Premios Filmfare, incluyendo mejor director para Chopra, mejor actriz para Chawla, mejor actor para Deol y mejor villano para Khan, y ganó dos premios, incluido mejor papel cómico para Kher.

## Argumento
La película comienza con Kiran (Juhi Chawla), una hermosa estudiante universitaria, que regresa a casa con su hermano Vijay (Anupam Kher) y su esposa Poonam (Tanvi Azmi) para las celebraciones de Holi. Rahul (Shahrukh Khan), su compañero de clase que está enamorada de ella, la acecha obsesivamente en el camino. Sunil (Sunny Deol), el novio de Kiran, es un oficial de comando de la Marina y está en una misión para liberar a un niño como rehén de algunos terroristas en alta mar. Sunil salva al niño como rehén. El Capitán Mehra de Sunil (Dalip Tahil) también es el padre de Rahul. Rahul intenta ser amigable con Sunil para estar más cerca de Kiran.
Cuando Kiran llega a casa, Rahul la acosa continuamente por teléfono. Esto causa mucho estrés para ella y su familia. Se estrella de incógnito las celebraciones de Holi de la familia de Kiran como miembro de la banda. Sunil le pide a Kiran que ofrezca a la banda algo de dinero para su actuación, donde Rahul, velado en colores Holi, le susurra «Te amo, K-K-K-Kiran» a Kiran, lo que la perturba enormemente y se produce una persecución para encontrar al hooligan que ha invadido su casa, pero Rahul pronto desaparece entre la multitud.
Cuando Rahul recibe la noticia del compromiso de Kiran y Sunil, intenta disparar y matar a Sunil cuando la pareja está comprando un anillo de bodas. Él pierde su objetivo y Sunil comienza a perseguirlo, de lo cual Rahul escapa por poco de ser reconocido por Sunil.
Kiran y Sunil se casan, pero Rahul todavía se niega a renunciar a Kiran. Él mata a los dos policías asignados para su protección y desfigura la casa de la pareja de recién casados con grafiti que declara su amor y que les causa más angustia. Para alejarse del acosador, Sunil lleva a Kiran en una luna de miel sorpresa a Suiza. Al conocer su ubicación a través de medios tortuosos, Rahul aparece en su hotel en los Alpes. Kiran lo reconoce de la universidad y la pareja le da la bienvenida para que sea parte de sus festividades. Esa misma noche, Sunil descubre por el hermano de Kiran, Vijay, que Rahul es el que siempre ha sido el acosador de Kiran. Envía a Kiran en un bote y se enfrenta a Rahul. Rahul intenta correr, pero Sunil lo alcanza en un bosque donde tienen una pelea. Rahul apuñala a Sunil con un cuchillo después de fingir rendirse y lo deja por muerto. Luego va al bote e intenta secuestrar a Kiran a la fuerza, quiere casarse con Kiran sin su consentimiento. Pero Sunil regresa y lo golpea brutalmente antes de dispararle y matarlo. Kiran y Sunil luego regresan a la India y se reúnen con su familia.

## Reparto
| Actor          | Personaje                          |
| -------------- | ---------------------------------- |
| Sunny Deol     | Teniente comandante Sunil Malhotra |
| Juhi Chawla    | Kiran Awasthi/Malhotra             |
| Shah Rukh Khan | Rahul Mehra                        |
| Anupam Kher    | Vijay Awasthi                      |
| Tanvi Azmi     | Poonam Awasthi                     |
| Dalip Tahil    | Captain Avinash Mehra              |
| Annu Kapoor    | Vikram Oberoi (Vicky)              |
| Vikas Anand    | Dr. Ajay Gupta                     |

## Producción
La película se inspiró en la cinta estadounidense Cape Fear. Sanjay Dutt fue la elección original del papel del antagonista Rahul, pero Chopra no pudo finalizarlo debido a su sentencia de prisión debido a la posesión ilegal de armas. Sudesh Berry fue considerado para el papel, pero fue rechazado después de una prueba de pantalla. A Ajay Devgan se le ofreció el papel de Rahul, pero no pudo aceptarlo debido a otros compromisos.
Más tarde, Aamir Khan (que había trabajado en el Parampara de Chopra) fue elegido como Rahul. Khan luego tuvo otros problemas con la filmación, ya que no estaba contento con la forma en que el personaje de Deol golpeaba repetidamente a su personaje en una secuencia de pelea. Estaba aún más descontento cuando Chopra seleccionó a Divya Bharti para la protagonista femenina. Por lo tanto, optó por salir de la película, aunque Divya fue reemplazada más tarde por Juhi Chawla.
Después de que Aamir Khan dejó la película, Shahrukh Khan fue elegido como Rahul. Darr ayudó a llevar a Shahrukh Khan al estrellato y luego protagonizó todas las películas de Chopra. A Rishi Kapoor y Jackie Shroff se les ofreció el papel de Sunil antes de Sunny Deol. Mithun Chakraborthy también fue un fuerte contendiente por el papel de Sunil junto con Rishi Kapoor y Jackie Shroff.
Nitish Bharadwaj fue abordado para el papel de Sunil después de que Rishi Kapoor y Jackie Shroff rechazaron el papel. Esto se debió a su inmensa popularidad como el papel de Krishna en la serie Mahabharat de Baldev Raj Chopra. Pero Nitish rechazó el papel alegando que el rol no es tan desafiante como lo decían.
El título de la película Darr fue sugerido a Yash Chopra por Hrithik Roshan y Uday Chopra.

## Banda sonora
La banda sonora de Darr fue compuesta por el dúo Shiv-Hari (Shiv Kumar Sharma y Hariprasad Chaurasia). Fue el segundo álbum más vendido de banda sonora de Bollywood del año. El álbum de la banda sonora vendió alrededor de 4.5 millones de unidades en la India, ganando al menos ₹10.8 crore (equivalente a ₹63 crore o 8.8 millones USD en 2019). Rakesh Budhu de Planet Bollywood en su crítica le dio al álbum 7.5 estrellas de 10.

Todas las letras escritas por Anand Bakshi.
| N.º | Título                       | Cantante(s)                                            | Duración |  |
| 1.  | «Jaadu Teri Nazar»           | Udit Narayan                                           | 4:41     |  |
| 2.  | «Darwaaza Band Karlo»        | Lata Mangeshkar, Abhijeet                              | 6:05     |  |
| 3.  | «Tu Mere Saamne»             | Lata Mangeshkar, Udit Narayan                          | 6:07     |  |
| 4.  | «Ishq Da Bura Rog»           | Lata Mangeshkar, Vinod Rathod                          | 5:43     |  |
| 5.  | «Solah Button»               | Lata Mangeshkar, Kavita Krishnamurthy, Pamela Chopra   | 7:35     |  |
| 6.  | «Likha Hai Ye In Hawaaon Pe» | Lata Mangeshkar, Hariharan                             | 5:12     |  |
| 7.  | «Ang Se Ang Lagana»          | Alka Yagnik, Vinod Rathod, Sudesh Bhosle, Devki Pandit | 6:49     |  |

## Taquilla
En la taquilla nacional india, Darr se convirtió en la tercera película más taquillera de 1993, después de Aankhen y Khalnayak, y fue declarada un éxito de taquilla. En India, se estrenó en 190 pantallas, con 19.96 millones de boletos vendidos. Su bruto interno fue de ₹15.73 crore, incluyendo un ingreso neto de ₹10.74 crore, lo que equivale a ₹184.4 crore (26 millones USD) cuando se ajusta por inflación. Su valor bruto interno es equivalente a ₹339 crore (48 millones USD) cuando se ajusta por inflación.
En la taquilla en el extranjero, Darr fue la película india más taquillera del año de 1993, con un ingreso bruto de ₹5.58 crore. En todo el mundo, recaudó ₹21.31 crore, equivalente a ₹366 crore (51 millones USD) cuando se ajusta por inflación.

## Adaptaciones
Darr fue adaptado en canarés como Preethse, protagonizada por Upendra como Chandu (Rahul), Shiva Rajkumar como Surya (Sunil) y la actriz de Bollywood Sonali Bendre interpretó a Kiran. La película también inspiró parcialmente una versión en tamil Chinna 2005, protagonizada por Arjun Sarja y Sneha en papeles principales. La película en télugu Tapassu también tomó prestadas algunas escenas de Darr.
El avance de la serie web de cinco partes Darr 2.0 se lanzó en YouTube el 30 de agosto de 2016. Se trata de un recuento de la película en un entorno contemporáneo, que retrata el acoso cibernético y los crímenes digitales. La serie web es producida por Ashish Chopra bajo la productora Y-Films y está dirigida por Vikash Chandra. El guion y los diálogos son de Nikhil Taneja y Shubham Yogi.

## Premios y nominaciones
| Premio                   | Categoría                            | Nominado                           | Resultado | Referencias |
| ------------------------ | ------------------------------------ | ---------------------------------- | --------- | ----------- |
| 41° National Film Awards | Mejor película de entretenimiento    | Yash Chopra                        | Ganador   | [ 16 ]      |
| Premios Filmfare         | Mejor papel cómico                   | Anupam Kher                        | Ganador   | [ 17 ]      |
| Premios Filmfare         | Mejor fotografía                     | Manmohan Singh                     | Ganador   | [ 17 ]      |
| Premios Filmfare         | Mejor director                       | Yash Chopra                        | Nominado  | [ 17 ]      |
| Premios Filmfare         | Mejor actor                          | Sunny Deol                         | Nominado  | [ 17 ]      |
| Premios Filmfare         | Mejor actriz                         | Juhi Chawla                        | Nominado  | [ 17 ]      |
| Premios Filmfare         | Mejor villano                        | Shahrukh Khan                      | Nominado  | [ 17 ]      |
| Premios Filmfare         | Mejor director musical               | Shiv-Hari                          | Nominado  | [ 17 ]      |
| Premios Filmfare         | Mejor cantante de playback masculino | Udit Narayan por «Jadu Teri Nazar» | Nominado  | [ 17 ]      |

## Obras adicionales
- Chowdhury, Purna (2010). «Bollywood Babes: Body and Female Desire in the Bombay Films Since the Nineties and Darr, Mohra and Aitraaz: A Tropic Discourse».  En Mehta, Rini Bhattacharya; Pandharipande, Rajeshwari V., eds. Bollywood and Globalization: Indian Popular Cinema, Nation, and Diaspora (en inglés). Anthem Press. pp. 56-60. ISBN 978-1843318330.